# A Weekend to Forget
 (janvier 2024).
Pour plus de détails, voir Fiche technique et Distribution.
A Weekend to Forget est un thriller nigérian réalisé par Damola Ademola en 2023.
Le film raconte l'histoire de sept amis réunis pour un week-end, mais leur escapade tourne au drame lorsque l'un d'entre eux est retrouvé mort,.
Le casting du film met en avant les acteurs de Nollywood Stan Nze, Uche Nwaefuna, Ini Dima-Okojie, Daniel Etim Effiong, Neo Akpofure et Erica Nlewedim.

## Synopsis
Sept amis se retrouvent pour un week-end de retrouvailles après une longue période de séparation, mais une rivalité et un différend non résolus commencent à ressurgir lorsque l'un d'entre eux a été découvert mort lors de la fête,.

## Distribution
- Stan Nze : Tito[3],[6]
- Uche Nwaefuna : Lisa
- Ini Dima-Okojie : Layo
- Daniel Etim Effiong : Shima
- Neo Akpofure : Bem
- Erica Nlewedim : Ndali

## Box-office
Le film a généré un revenu brut total de 9 701 550 millions de ₦ entre le 22 septembre 2023 et le 25 septembre 2023.